# アムジャド・カラフ
アムジャド・カラフ（アラビア語: امجد كلف、Amjad KalafまたはAmjed Kalaf、1991年10月5日-）は、イラクのプロサッカー選手。ポジションはフォワード。サッカーイラク代表、同U-22代表、元同U-20代表、元同U-17代表。
父のカラフ・マンスールは元陸上選手で、兄ムハンマド及びアラーはサッカー選手。
日本の報道では「アムジェド・カラフ・アルムンタフィク」「アル・ムンタフィク」と表記される場合もある。

## 経歴

### クラブ
アル・ショルタではキャプテンを務めた。AFCカップ2014出場。
2017年1月11日、アル・ザウラーSCに移籍。

### 代表
AFC U-19選手権2010出場。
U-22代表として西アジアサッカー選手権2014出場。AFC U-22選手権2013では、準々決勝の対日本戦で決勝ゴールを決めるなどの活躍でチームの優勝に貢献し、大会最優秀選手に選出された。
西アジアサッカー選手権2012出場、チームは準優勝。

## タイトル
クラブ
- アル・ショルタ

イラク・プレミアリーグ　2012-13, 2013-14
- アル・ザウラー

イラク・プレミアリーグ 2017-18
イラクFAカップ 2016-17
代表
- U-22代表

AFC U-22選手権2013
個人
AFC U-22選手権2013 最優秀選手